# Unie pro francouzskou demokracii
Unie pro francouzskou demokracii (francouzsky: Union pour la démocratie française, UDF) byla francouzská liberální politická strana. Byla založena roku 1978 jako aliance podporující kandidáta V.G. d'Estainga. Zakládajícími stranami byly křesťansko-demokratická strana Demokratický a sociální střed, liberální Radikální strana, středo-levicová Sociálně demokratická strana a Perspektivní a realistický klub.
UDF byla členem Evropské demokratické strany a Aliance evropských a amerických demokratů.
V roce 2007 se část strany spojila s politickým táborem prezidenta Sarkozyho a založila stranu Nouveau Centre (Nový střed - evropská liberálně sociální strana), François Bayrou, který preferuje nezávisle středové postoje, založil Mouvement démocrate (Demokratické hnutí).

## Volební výsledky

### volby do Národního shromáždění
| Volby   | I. kolo     | I. kolo   | II. kolo    | II. kolo  | Počet mandátů |
| Volby   | Počet hlasů | Hlasy v % | Počet hlasů | Hlasy v % | Počet mandátů |
| ------- | ----------- | --------- | ----------- | --------- | ------------- |
| 1978    | 6 128 849   | 21,45     | 5 907 603   | 23,18     | 121           |
| 1981    | 4 827 437   | 19,20     | 3 489 363   | 18,68     | 62            |
| 19861,2 | 6 008 612   | 21,44     |             |           | 74            |
| 1988    | 4 519 459   | 18,50     | 4 299 370   | 21,18     | 129           |
| 1993    | 4 731 013   | 18,71     | 5 178 039   | 26,14     | 207           |
| 1997    | 3 617 440   | 14,22     | 5 284 203   | 20,07     | 112           |
| 2002    | 1 226 462   | 4,86      | 832 785     | 3,92      | 29            |

### Prezidentské volby

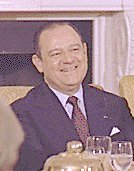
Raymond Barre

| Volby | Kandidát                 | I. kolo     | I. kolo   | II. kolo    | II. kolo  | Výsledek                |
| Volby | Kandidát                 | Počet hlasů | Hlasy v % | Počet hlasů | Hlasy v % | Výsledek                |
| ----- | ------------------------ | ----------- | --------- | ----------- | --------- | ----------------------- |
| 1981  | Valéry Giscard d'Estaing | 8 222 432   | 28,33%    | 14 642 306  | 48,24%    | Nezvolen prezidentem    |
| 1988  | Raymond Barre            | 5 035 144   | 16,54%    |             |           | Nepostoupil do II. kola |
| 19953 | Édouard Balladur         | 5 658 996   | 18,57%    |             |           | Nepostoupil do II. kola |
| 2002  | François Bayrou          | 1 949 219   | 6,84%     |             |           | Nepostoupil do II. kola |
| 2007  | François Bayrou          | 6 820 119   | 18,57%    |             |           | Nepostoupil do II. kola |

### Volby do Evropského parlamentu
| Volby | Volební lídr             | Počet hlasů | Hlasy v % | Počet mandátů |
| ----- | ------------------------ | ----------- | --------- | ------------- |
| 1979  | Simone Veil              | 5 666 984   | 27,87     | 25            |
| 19841 | Simone Veil              | 8 683 596   | 43,03     | 41            |
| 19891 | Valéry Giscard d'Estaing | 5 242 038   | 28,88     | 26            |
| 19941 | Dominique Baudis         | 4 985 574   | 25,58     | 28            |
| 1999  | François Bayrou          | 1 638 680   | 9,28      | 9             |
| 2004  | François Bayrou          | 2 051 142   | 11,95     | 11            |

- 1 V těchto volbách byla vytvořena koalice RPR s UDF.
- 2 V těchto volbách se nekonalo druhé kolo.
- 3 Odštěpenci z RPR s podporou UDF.